# Tracunhaém
Tracunhaém là một đô thị thuộc bang Pernambuco, Brasil. Đô thị này có diện tích 141,67 km², dân số năm 2007 là 12736 người, mật độ 89,9 người/km².